# ACTS (přepravní systém)

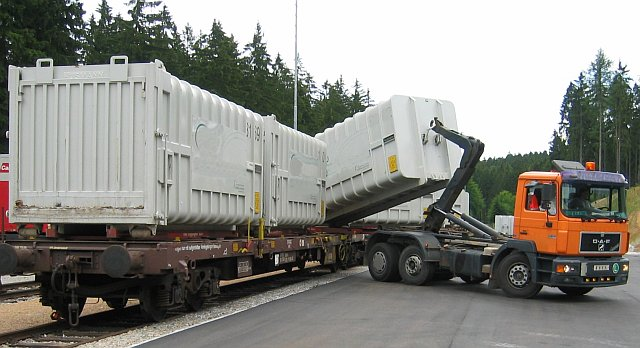
Překládka kontejnerů

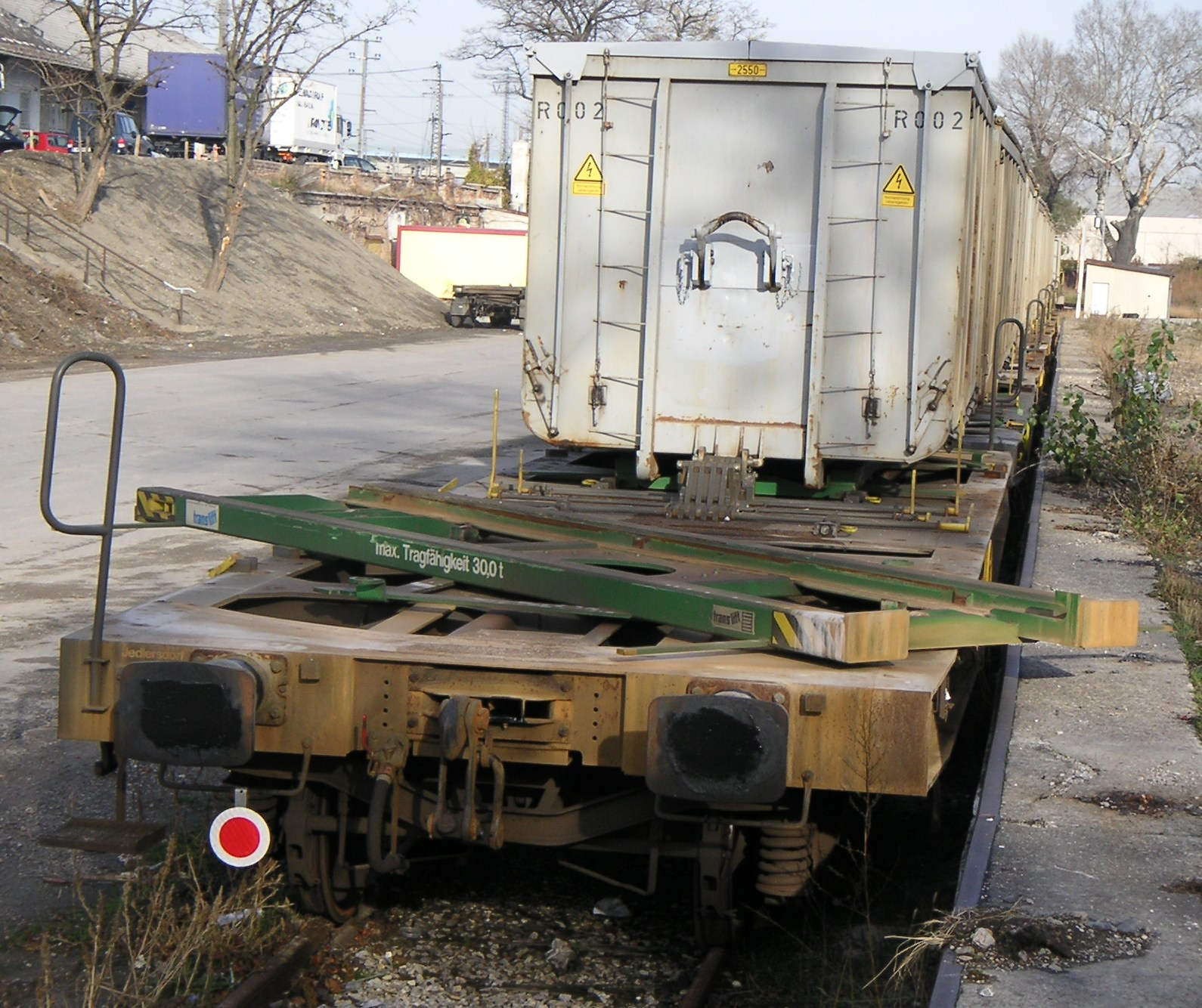
Plošinový vůz s kontejnerem ACTS

ACTS (zkratka z německého Abroll-Container-Transport-System) je přepravní systém pro kombinovanou dopravu silnice-železnice. V rámci tohoto systému jsou používány speciální odvalovací kontejnery, které jsou přepravovány na speciálních železničních vozech nebo na automobilových nosičích.

## Kontejnery
Existuje asi 30 základních typů kontejnerů pro tento přepravní systém. Tyto kontejnery musí splňovat tyto základní rozměry: délka 5 950 mm, šířka 2 500 mm, výška maximálně 2 500 mm).
Nejčastěji jsou kontejnery používány pro přepravu sypkých substrátů. Základní typy těchto kontejnerů jsou kontejnery otevřené (též valníkové) a uzavřené (též kontejnery skříňového typu). Uzavřené kontejnery jsou vhodné v případě potřeby chránit přepravovaný substrát před povětrnostními vlivy. Naopak otevřené kontejnery se využívají v případě, že není potřeba substrát chránit, a výhradně také pro přepravu materiálů, které by se mohly v uzavřeném prostoru zničit hnilobou či plísní. Kontejnery však mohou být i nádržkové (cisternové), plošinové, izotermické, plachtové aj.

## Plošinový železniční vůz
Kontejnery ACTS jsou po železnici přepravovány na čtyřnápravových plošinových vozech, které umožňují současnou přepravu až tří kontejnerů. Samotné kontejnery jsou na voze umístěny na otočných nosičích. Překládku kontejneru z/na tento vůz zabezpečuje automobilový překladač.

## Automobilový nosič
Tyto nosiče vznikají úpravou standardních nákladních automobilů. Jeden automobil může nést pouze jeden kontejner. Nástavba automobilu má zároveň funkci překladače, takže pro manipulaci s kontejnerem již nejsou nutná žádná další zařízení. K překládce kontejneru mezi automobilem a železničním vozem tedy stačí zpevněná plocha u koleje a jeden vyškolený řidič.
Automobilový překladač zároveň umožňuje sklopení kontejneru v úhlu 53-57 stupňů, takže může být použit pro vykládku substrátu z kontejneru.

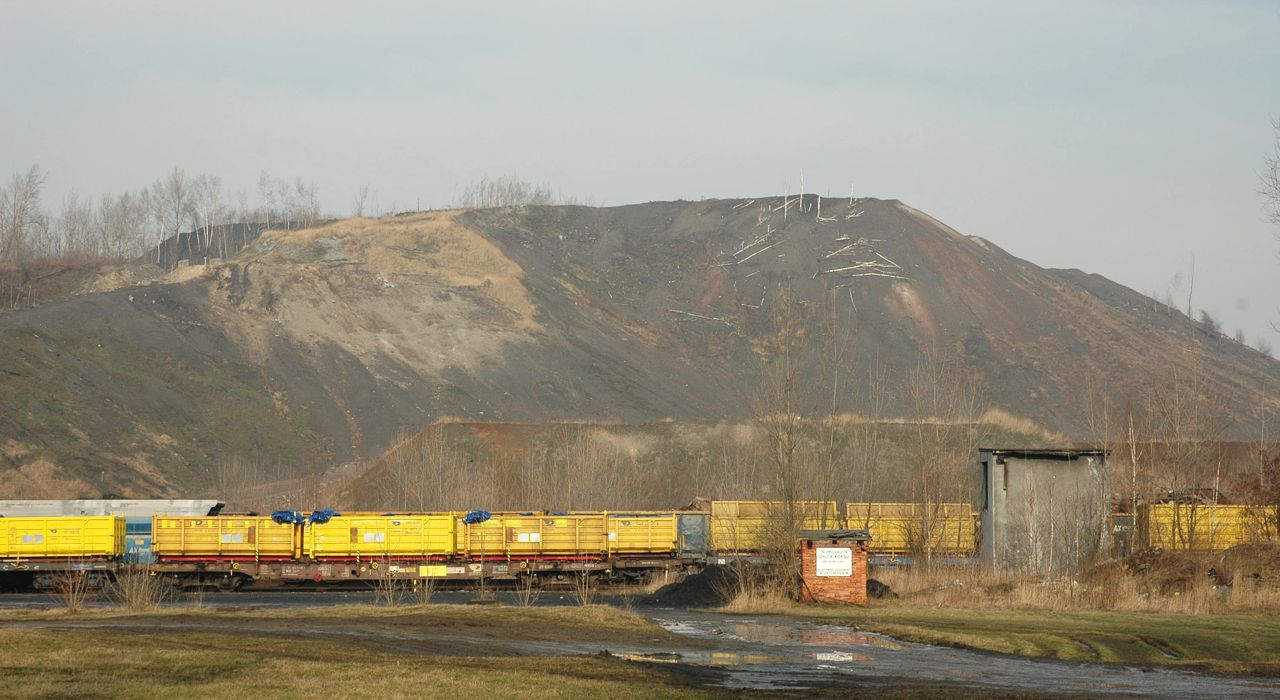
Vozy s kontejnery ACTS společnosti OKD, Doprava

## Kontejnery ACTS v Česku
V Česku provozovala tento přepravní systém zatím (2018) pouze společnost Advanced World Transport (dřívějšá název OKD, Doprava), která byla zároveň největším operátorem systému ACTS ve střední Evropě. Pro přepravu těchto kontejnerů používá upravené automobily Scania a Tatra a železniční vozy řady Slps (vznikly přestavbou z českých vozů Sps a rakouských vozů Gabs).